# Banayoyo
Banayoyo is een gemeente in de Filipijnse provincie Ilocos Sur op het eiland Luzon. Bij de laatste census in 2010 telde de gemeente bijna 8 duizend inwoners.

## Geografie

### Bestuurlijke indeling
Banayoyo is onderverdeeld in de volgende 14 barangays:
| - Bagbagotot - Banbanaal - Bisangol - Cadanglaan - Casilagan Norte - Casilagan Sur - Elefante | - Guardia - Lintic - Lopez - Montero - Naguimba - Pila - Poblacion |

## Demografie
Banayoyo had bij de census van 2010 een inwoneraantal van 7.694 mensen. Dit waren 545 mensen (7,6%) meer dan bij de vorige census van 2007. Ten opzichte van de census van 2000 was het aantal inwoners gegroeid met 966 mensen (14,4%). De gemiddelde jaarlijkse groei in die periode kwam daarmee uit op 1,35%, hetgeen lager was dan het landelijk jaarlijks gemiddelde over deze periode (1,90%).

De bevolkingsdichtheid van Banayoyo was ten tijde van de laatste census, met 7.694 inwoners op 24,63 km², 312,4 mensen per km².